# Mark Ashton
Mark Christian Ashton (Oldham, 19 de mayo de 1960-Southwark, 11 de febrero de 1987) fue un activista gay, socialista y miembro del Partido Comunista de Gran Bretaña.

## Biografía
Estudió en el Northern Ireland Hotel and Catering College de Portrush, en el condado de Antrim (Irlanda del Norte), antes de trasladarse a Londres a finales de la década de 1970 y trabajar disfrazado como camarera en el Conservative Club.
En 1982 pasó tres meses en Bangladés para visitar a sus padres, ya que su padre se encontraba allí trabajando para la industria de maquinaria textil. La experiencia le produjo un profundo efecto. A su vuelta se hizo voluntario del London Lesbian and Gay Switchboard, un teléfono de ayuda a gais y lesbianas, apoyó la Campaña para el Desarme Nuclear, y se unió a las juventudes comunistas, Young Communist League. Apareció en Framed Youth: The Revenge of the Teenage Perverts (1983), un documental premiado producido por adolescentes gais y lesbianas.
Con su amigo Mike Jackson, fundó el grupo de apoyo Lesbians and Gays Support the Miners (LGSM), después de haber recogido donaciones para los mineros en huelga durante la Marcha del Orgullo Gay de 1984 en Londres. Las actividades del grupo fueron reseñadas en la película Pride (2014), donde el papel de Mark Ashton fue interprestado por Ben Schnetzer (nominado a un premio BIFA al mejor actor secundario por este papel). El papel de Ashton en Lesbians and Gays Support the Miners fue recordado antes del estreno de la película en una serie de entrevistas con algunos de los antiguos miembros del grupo.
Después de LGSM, se implicó en el colectivo de músicos Red Wedge y se convirtió en el secretario general de la Liga de Jóvenes Comunistas, desde 1985 hasta su muerte.
Diagnosticado con sida, fue ingresado en el Guy's Hospital el 30 de enero de 1987 y falleció 12 días más tarde de neumocistosis. Su fallecimiento generó una respuesta significativa de la comunidad gay, especialmente en la publicación de textos y la participación en su funeral en Lambeth.

## Legado
En su memoria se creó el Mark Ashton Trust para recolectar dinero para personas con HIV, que en 2007 había reunido 20 000 £. El Terrence Higgins Trust ha incluido desde 2008 el Mark Ashton Red Ribbon Fund, que en 2014 había reunido más de 14 000 £. También es recordado en un panel del UK AIDS Memorial Quilt.
Fue amigo de Jimmy Somerville y Richard Coles, integrantes del dúo de pop británico The Communards. La balada del dúo «For a Friend» del álbum Red (1987) fue escrita en su memoria. Mark Hooper de The Rough Guide to Rock escribe que esta canción posiblemente es el «momento más apasionado» de Somerville. «For a Friend» alcanzó el número 28 de las listas de éxito británicas.
Un jardín de París lleva su nombre en el barrio del Marais.